# Chalamisch
Chalamisch (hebräisch חַלָּמִישׁ,  deutsch Kiesel) manchmal auch Newe Zuf (hebräisch נְוֵה צוּף‎/נווה צוף)  genannt, ist eine israelische Siedlung im Westjordanland. Die Gemeinschaftssiedlung gehört zu der Regionalverwaltung Mateh Benjamin.

## Geschichte
Chalamisch wurde offiziell am  1. November 1977 gegründet. Am 16. Oktober 1977 zogen zwei Gruppen von Siedlern, eine religiöse, die sich Newe Zuf (hebräisch נְוֵה צוּף) nannte und eine säkulare mit dem Namen Newe Zela (hebräisch נְוֵה צֶלַע), insgesamt 40 Familien, in das verlassene ehemalige britische Tegart-Fort in der Nähe des Dorfes Nabi Salih. Der ursprüngliche Name der Siedlung, Newe Zuf, wurde von dem Benennungskomitee der Regierung mit der Begründung abgelehnt, dass er irreführend sei, da der biblische Ort  Erez Zuf (hebräisch אֶרֶץ צוּף) anderswo war. Das Benennungskomitee gab der neuen Siedlung stattdessen den offiziellen Namen Chalamisch, der von einem Bibelvers herstammt: Gott "ließ ihn Öl aus dem Kiesel-Felsen saugen." (Deuteronomium 32,13). Da dieser von einigen Bewohnern abgelehnt wurde, werden beide Namen verwendet.
Am 21. Juli 2017 wurden drei Mitglieder einer Familie in Chalamisch von einem palästinensischen Terroristen ermordet. Die Familie war zusammengekommen um die Geburt eines Kindes feiern. Der Attentäter ermordete zuerst die 46-jährige Chaja Salomon. Dann stach er auf deren 68 Jahre alte Mutter Tova Salomon ein, die schwer verletzt überlebt. Danach tötete er den 36-jährigen Elad Salomon. Auf Josef Salomon stach er 15-mal ein, bis sich der 70-Jährige nicht mehr bewegte. Ein Soldat außer Dienst, der sich im Nachbarhaus aufhielt verwundete den Angreifer. Der Attentäter wurde im Februar 2018 zu dreimal lebenslänglich verurteilt.

## Demografie
2017 zählte die Siedlung 1.314 Einwohner.